# Manivelle (peine)

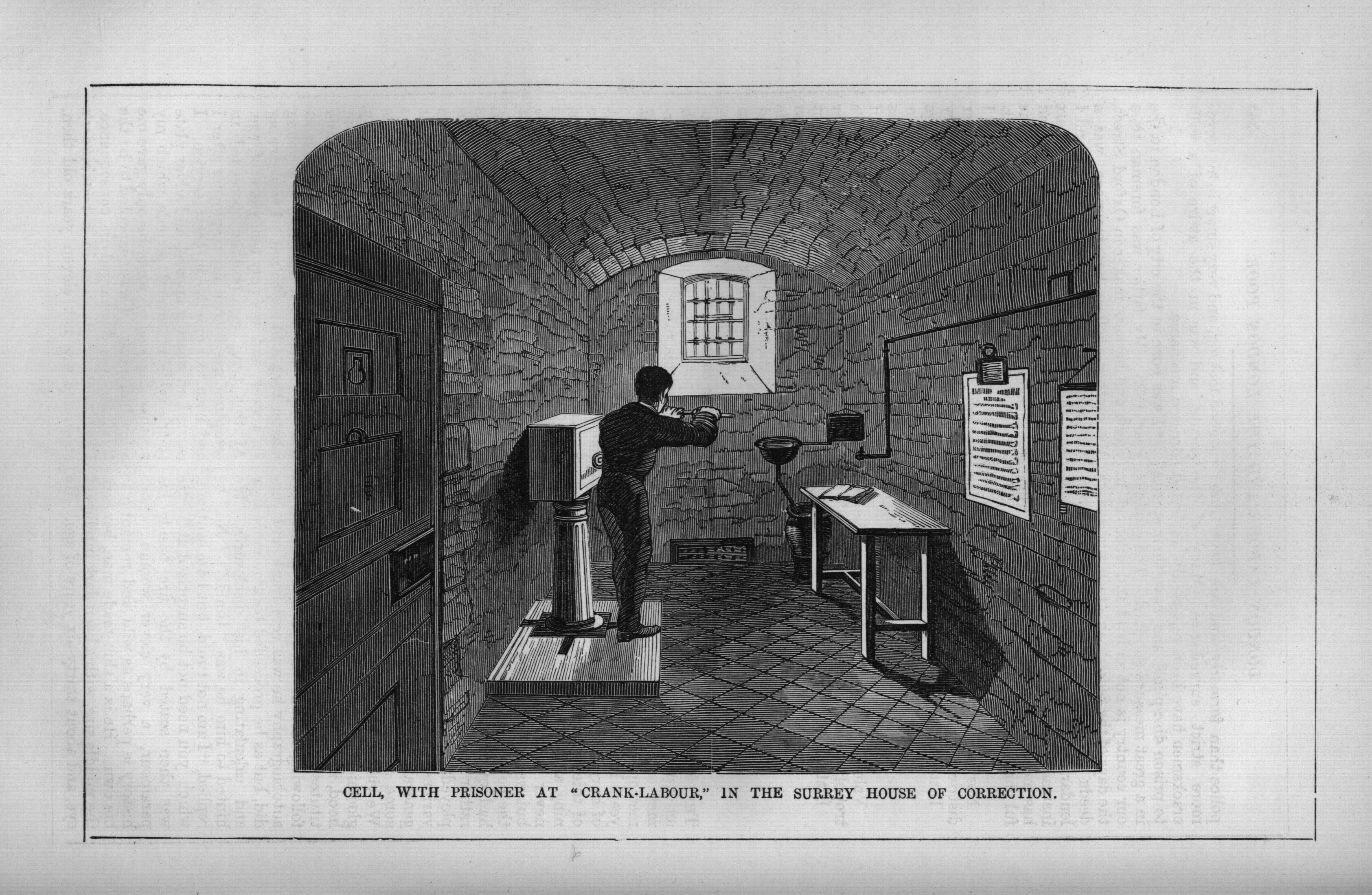
Cellule, avec un prisonnier à la manivelle, Prison de Wandsworth, 1851

La manivelle est un système de travaux forcés employé en Angleterre au XIXe siècle. Elle consiste en une manivelle tournée à la main qui force quatre grandes tasses ou poches à traverser le sable au sein d'un tambour, ne réalisant rien d'utile. 
Le détenu serait généralement forcé à réaliser 6 000 à 14 000 tours six heures par jour (1.5 – 3.6 secondes par tour). Le directeur de prison pouvait rendre la tâche plus difficile en resserrant une vis. 

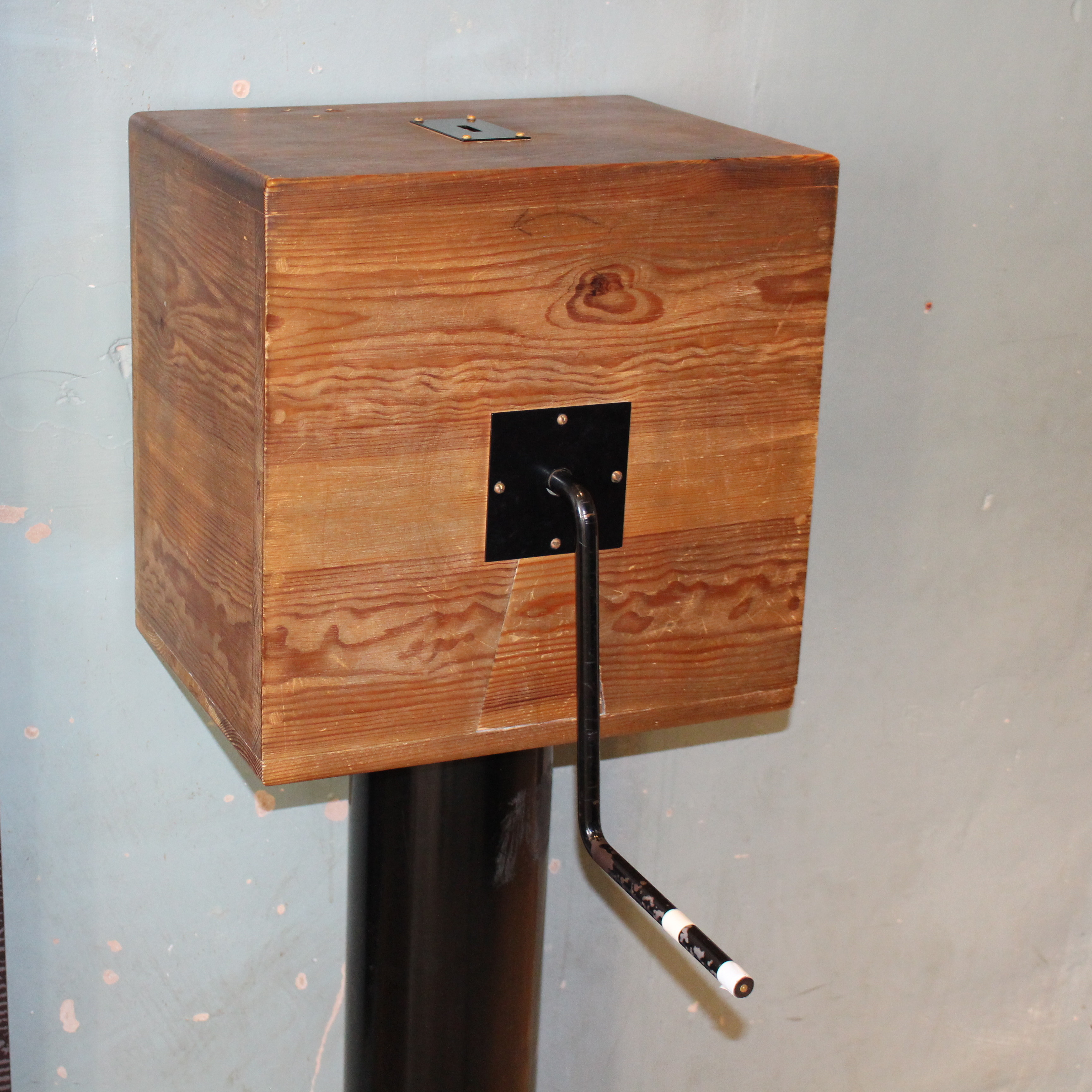
Modèle de manivelle, Château d'Oxford

En 1895, 29 manivelles étaient en fonction, or en 1901, il n'en restaient plus que 5.

## Voir également
- Moulin à discipline